# Édifice de l'Assemblée législative du Nouveau-Brunswick
L'édifice de l'Assemblée législative est situé à Fredericton, au Nouveau-Brunswick (Canada). Il abrite la chambre de l'Assemblée législative du Nouveau-Brunswick, la chambre du Conseil législatif du Nouveau-Brunswick, désormais occupée par le Conseil exécutif du Nouveau-Brunswick, le cabinet du président de l'Assemblée législative, le bureau du greffier et la bibliothèque de l'Assemblée législative du Nouveau-Brunswick.
L'édifice, conçu par J. C. Dumaresq, est inauguré le 16 février 1882. C'est un édifice de style Second Empire, construit en blocs de grès. Il compte une tour centrale, surmontée d'un dôme dépassant le toit de 41 mètres. Un grand escalier en colimaçon se trouve à l'arrière. L'édifice se trouve sur la place du Parlement, bordé par la rue Queen au nord, la rue King au sud, l'allée Secretary à l'est et la rue St. John à l'ouest. L'édifice est bordé par l'ancien édifice du ministère de l'Éducation à l'est et par l'Édifice ministériel à l'ouest.

## Annexe